# Anse-à-Galets
Anse-à-Galets – miasto na Haiti, w departamencie Zachodnim. W mieście znajduje się port lotniczy Anse-a-Galets.